# Sant Paul dau Monestièr
Saint-Paul-lès-Monestier és un municipi francès situat al departament de la Isèra i a la regió d'Alvèrnia-Roine-Alps. L'any 2007 tenia 277 habitants.

## Demografia

### Població
El 2007 la població de fet de Saint-Paul-lès-Monestier era de 277 persones. Hi havia 102 famílies de les quals 16 eren unipersonals (12 homes vivint sols i 4 dones vivint soles), 35 parelles sense fills, 43 parelles amb fills i 8 famílies monoparentals amb fills.
La població ha evolucionat segons el següent gràfic:
Habitants censats

### Habitatges
El 2007 hi havia 129 habitatges, 102 eren l'habitatge principal de la família, 26 eren segones residències i 2 estaven desocupats. 121 eren cases i 7 eren apartaments. Dels 102 habitatges principals, 76 estaven ocupats pels seus propietaris, 18 estaven llogats i ocupats pels llogaters i 8 estaven cedits a títol gratuït; 3 tenien dues cambres, 8 en tenien tres, 23 en tenien quatre i 67 en tenien cinc o més. 88 habitatges disposaven pel capbaix d'una plaça de pàrquing. A 39 habitatges hi havia un automòbil i a 60 n'hi havia dos o més.

### Piràmide de població
La piràmide de població per edats i sexe el 2009 era:
| Homes | Edats   | Dones |
| ----- | ------- | ----- |
| 0     | 95 o +  | 0     |
| 0     | 90 a 94 | 0     |
| 0     | 85 a 89 | 0     |
| 4     | 80 a 84 | 0     |
| 4     | 75 a 79 | 4     |
| 8     | 70 a 74 | 4     |
| 0     | 65 a 69 | 8     |
| 0     | 60 a 64 | 0     |
| 8     | 55 a 59 | 4     |
| 8     | 50 a 54 | 0     |
| 16    | 45 a 49 | 8     |
| 16    | 40 a 44 | 8     |
| 4     | 35 a 39 | 8     |
| 12    | 30 a 34 | 12    |
| 12    | 25 a 29 | 0     |
| 4     | 20 a 24 | 8     |
| 0     | 15 a 19 | 4     |
| 12    | 10 a 14 | 8     |
| 16    | 5 a 9   | 4     |
| 4     | 0 a 4   | 8     |

## Economia
El 2007 la població en edat de treballar era de 185 persones, 129 eren actives i 56 eren inactives. De les 129 persones actives 121 estaven ocupades (65 homes i 56 dones) i 8 estaven aturades (2 homes i 6 dones). De les 56 persones inactives 22 estaven jubilades, 14 estaven estudiant i 20 estaven classificades com a «altres inactius».

### Ingressos
El 2009 a Saint-Paul-lès-Monestier hi havia 100 unitats fiscals que integraven 261 persones, la mediana anual d'ingressos fiscals per persona era de 19.868 €.

### Activitats econòmiques
Dels 9 establiments que hi havia el 2007, 1 era d'una empresa extractiva, 2 d'empreses de fabricació d'altres productes industrials, 2 d'empreses de construcció, 1 d'una empresa de transport, 2 d'empreses d'hostatgeria i restauració i 1 d'una empresa d'informació i comunicació.
Dels 2 establiments de servei als particulars que hi havia el 2009, 1 era una fusteria i 1 electricista.
L'any 2000 a Saint-Paul-lès-Monestier hi havia 10 explotacions agrícoles que ocupaven un total de 434 hectàrees.

## Poblacions més properes
El següent diagrama mostra les poblacions més properes.